# سيراس هاملين (ضابط)
سيراس هاملين (بالإنجليزية: Cyrus Hamlin)‏ هو ضابط أمريكي، ولد في 26 أبريل 1839 في هامبدين في الولايات المتحدة، وتوفي في 28 أغسطس 1867 في نيو أورلينز في الولايات المتحدة بسبب حمى صفراء.